# Gustaf Dyrsch
Kurt Gustaf Wilhelm Dyrsch (ur. 28 sierpnia 1890 w Sztokholmie, zm. 7 maja 1974 w Sollentunie) – szwedzki jeździec sportowy. Złoty medalista olimpijski z Antwerpii.
Igrzyska w 1920 były jego jedynymi igrzyskami olimpijskimi. Startował we Wszechstronnym Konkursie Konia Wierzchowego, po złoto sięgnął w drużynie a indywidualnie konkursu nie ukończył. Partnerowali mu Helmer Mörner, Georg von Braun oraz Åge Lundström. Startował na koniu Salamis.